# Belle-Île (Loire)
Pour les articles homonymes, voir Belle-Île.
Belle-Île est une île sur la Loire, en France appartenant administrativement aux Garennes sur Loire.

## Description
Elle s'étend sur environ 1 km de longueur pour une largeur d'environ 230 m.